# Franz Georg Hermann

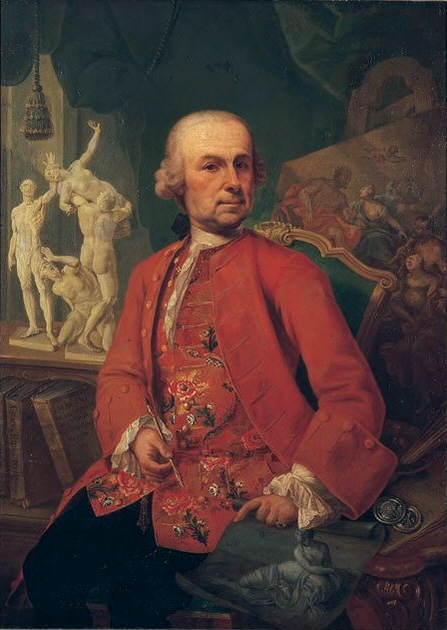
Selbstporträt von Franz Georg Hermann

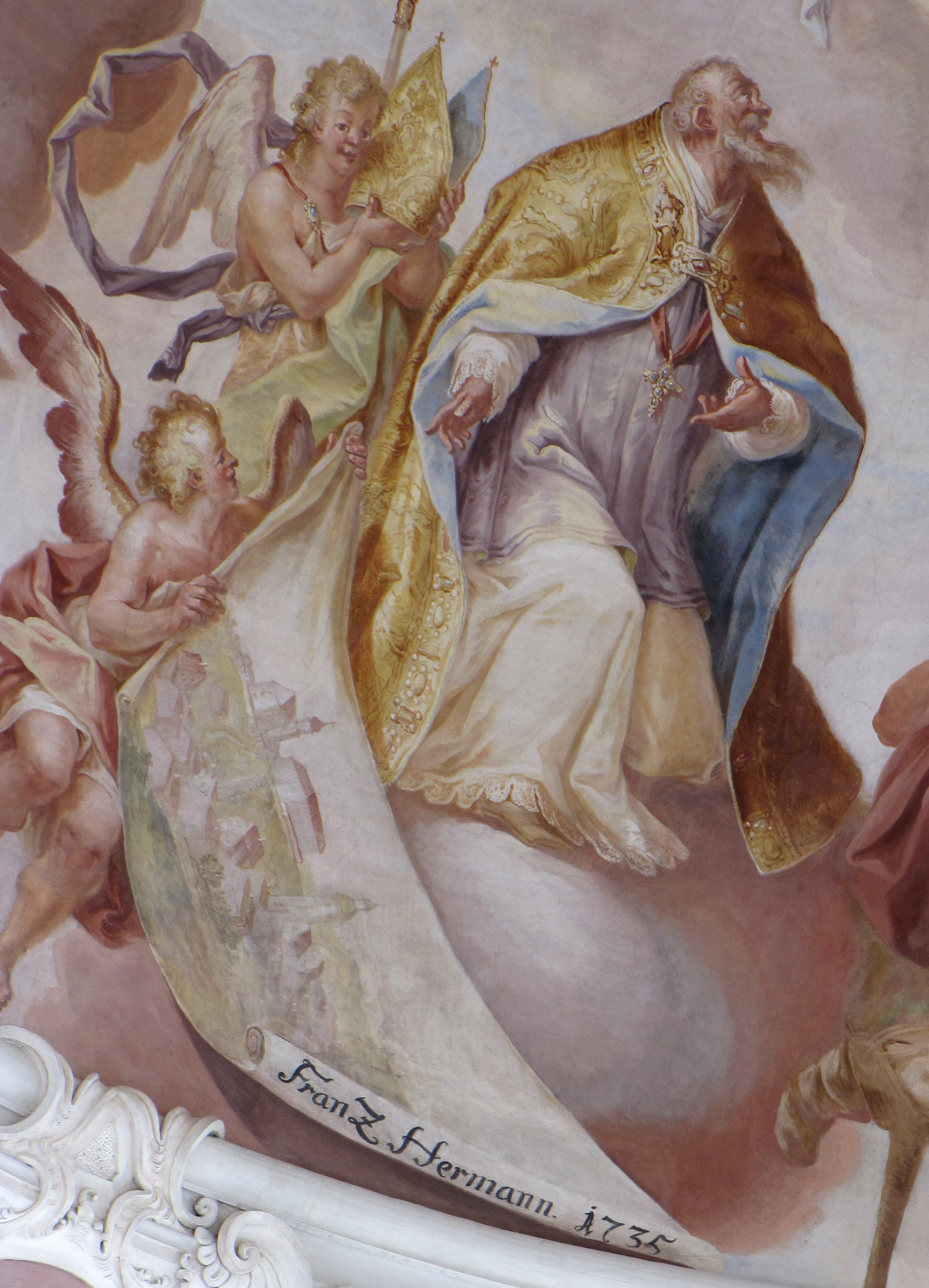
Detail aus dem Kuppelfresko in St. Martin, Marktoberdorf

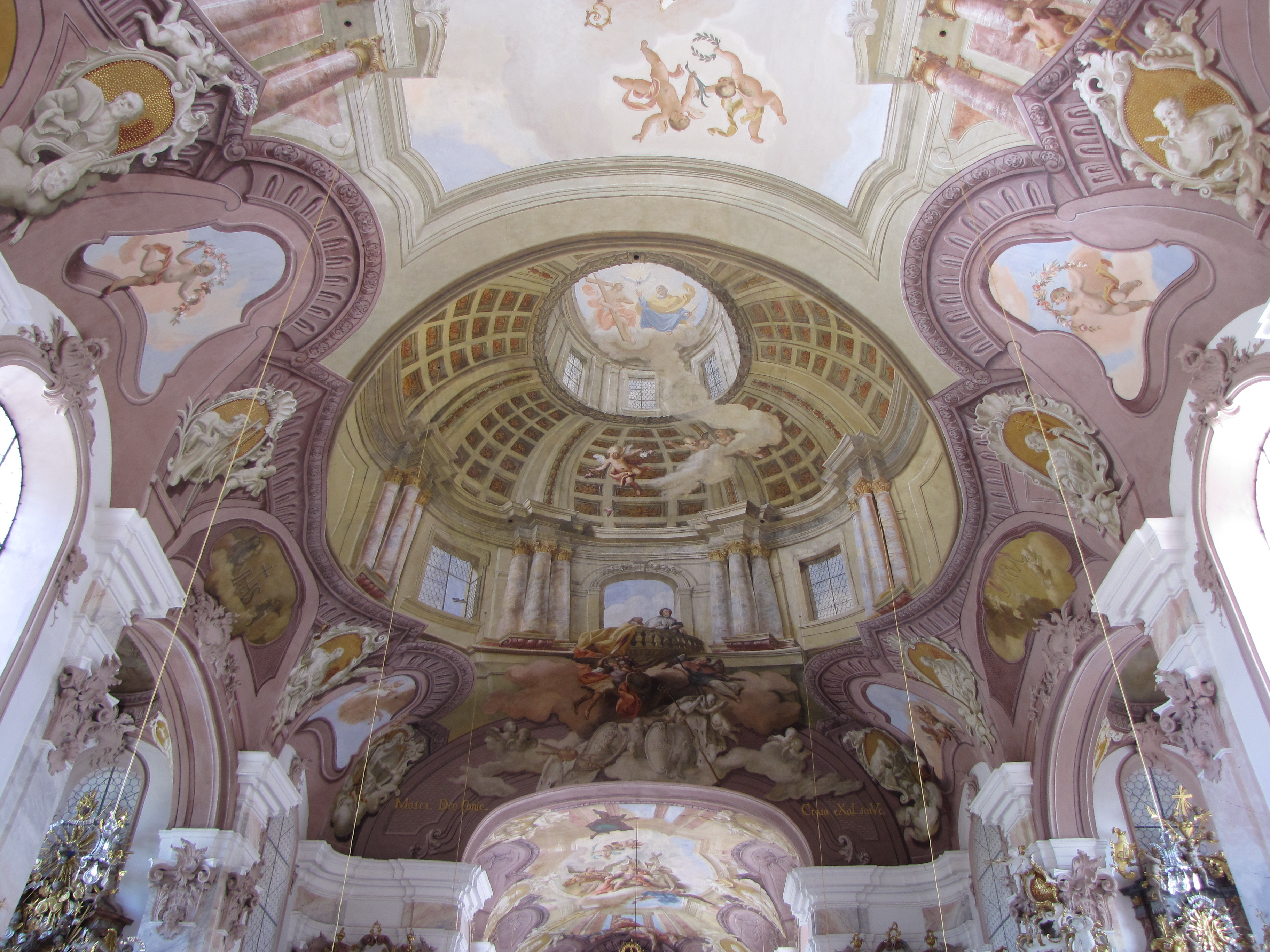
Deckenfresko in der Kirche von Stöttwang

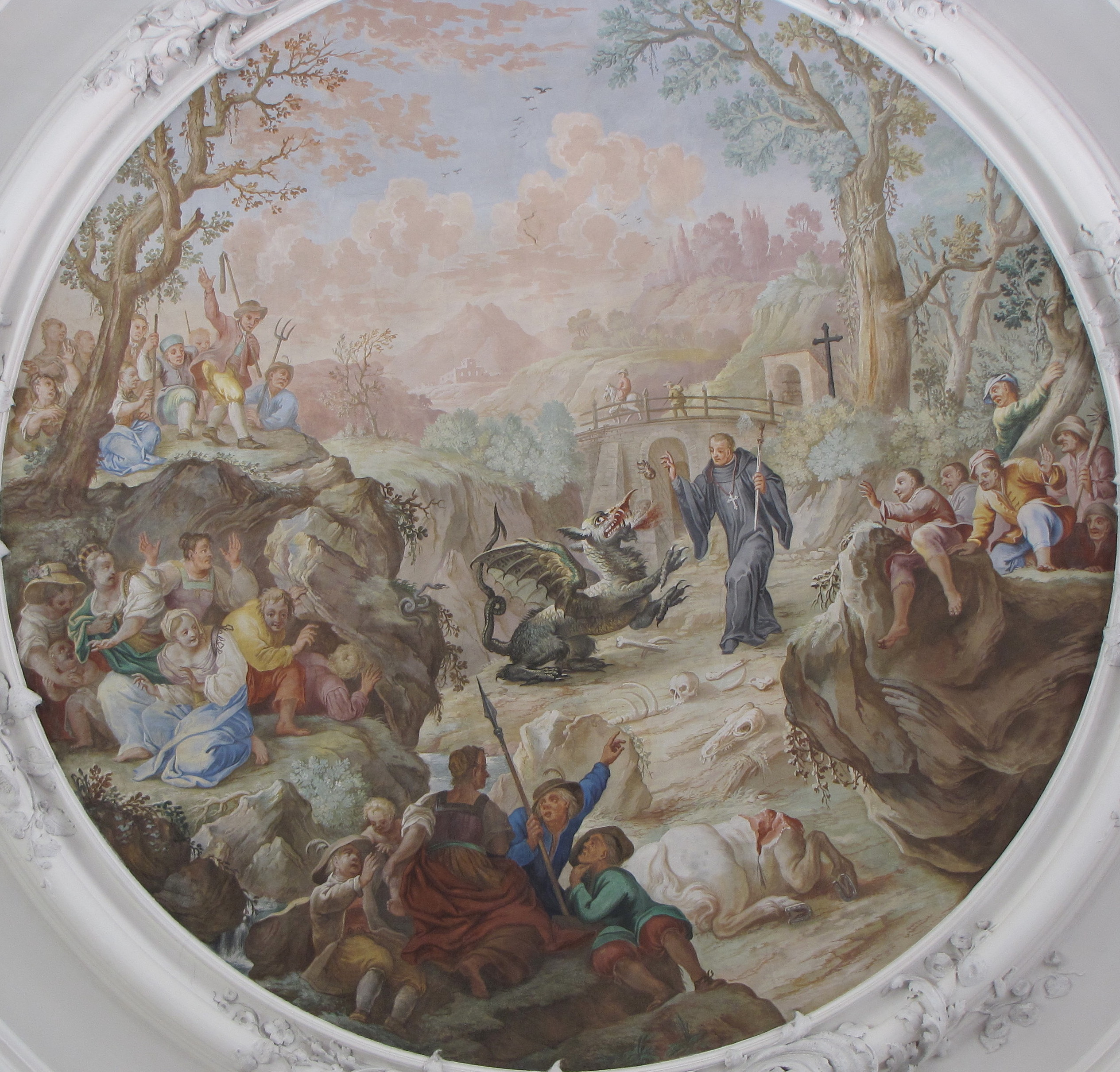
Deckenbild in der Klosterkirche in Füssen

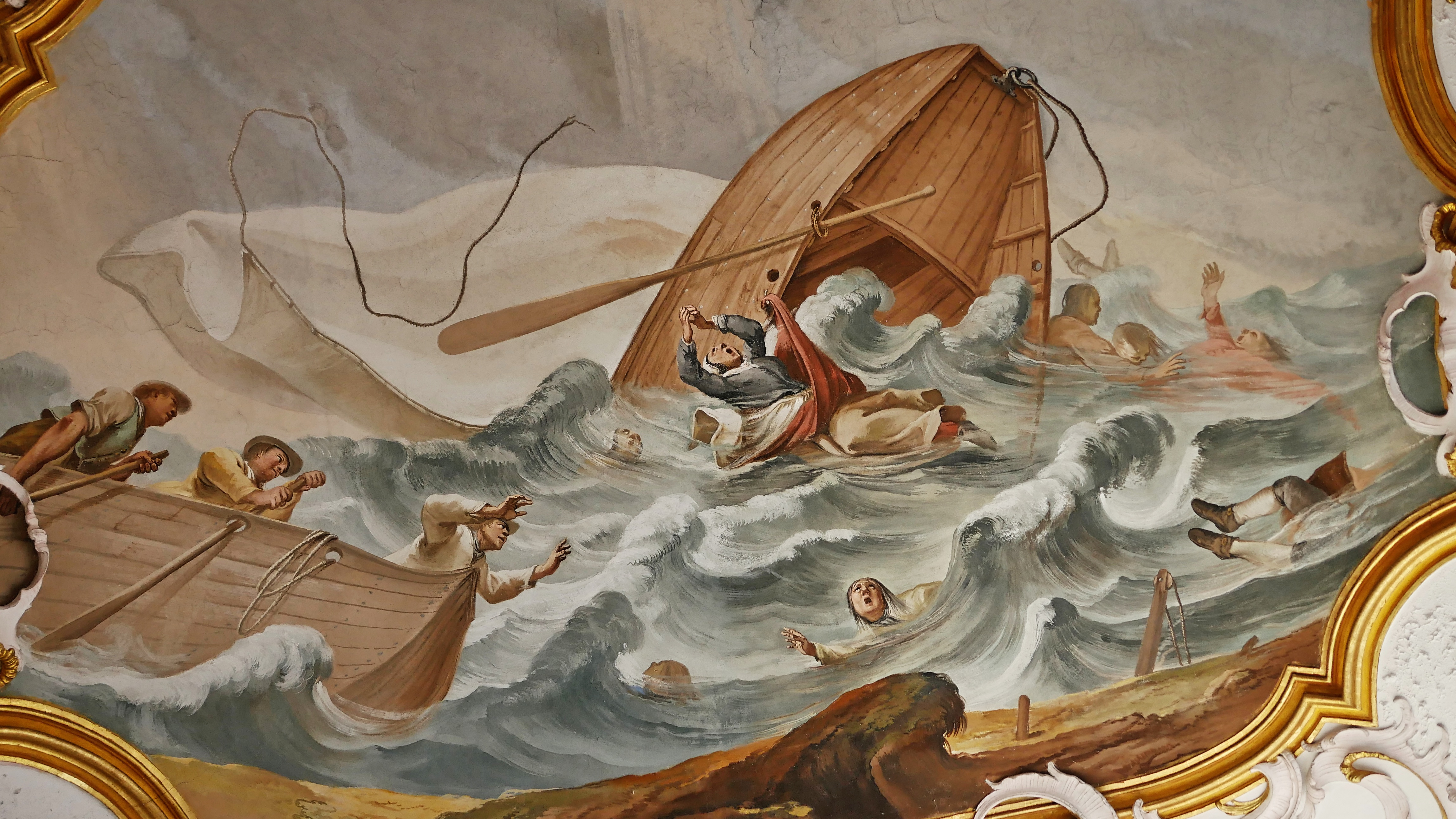
Mirakelfresco in Maria Steinbach

Franz Georg Hermann (* 29. Dezember 1692 in Kempten; † 25. November 1768 in Kempten) war ein Maler des Barock.

## Leben
Franz Georg Hermann wurde im Alter von 15 Jahren nach Rom geschickt. Hermann wurde dort in der Accademia di San Luca dem Maler Sebastiano Conca zugeteilt. 1712 gewann er mit seiner kolorierten Federzeichnung Das Wunder des San Andrea Avellino einen Preis. Nach seiner elfjährigen Ausbildung in Italien kehrte er im Jahr 1718 in seine Heimat zurück, arbeitete mit seinem Vater Franz Benedikt Hermann zusammen. Zunächst wirkte er im Kloster Ottobeuren oder in Füssen. In der Klosterkirche St. Mang in Füssen schuf er Decken- und Altarbilder. Später führte er sein Handwerk auch in Immenstadt und Ettal aus. In der fürstabtlichen Stiftskirche St. Lorenz in Kempten malte Hermann die Kuppelbilder in der Nikolaus- und Benediktuskapelle im Jahr 1736 und 1748 die fünf ovalen Altarblätter.
In den Prunkräumen der Kemptener Residenz Kempten stammen alle Gemälde an den Decken und Wänden von Hermann (bis auf die in der Hofkanzlei). Dazu kommen die Porträts der Fürstäbte im Fürstensaal der Residenz. Die Fassade des Landhauses in Kempten war ebenfalls von Hermann bemalt.
In den Jahren 1740 bis 1742 malte er den Festsaal im Ponikauhaus in der Reichsstadt Kempten aus.
Im Ulmer Museum befindet sich ein Selbstbildnis des Künstlers aus dem Jahr 1767.

## Ausgewählte Werke
- Ab 1714 bis 1723 Gemälde und Fresken für das Benediktinerkloster Ottobeuren[2]
- 1717 Altargemälde für die Pfarrkirche St. Otmar in Immenstadt-Rauhenzell[3]
- 1720/21 Fresken und Altarblätter für die Kapellenaltäre in der Stadtpfarrkirche (ehem. Benediktinerklosterkirche) St. Mang in Füssen
- Altarblatt des Kollegiumsaltares der Medizin in der Salzburger Kollegienkirche
- 1721/22 Fresken für den Festsaal im ehem. Benediktinerkloster St. Mang in Füssen
- 1726 ff. Fresken und Altargemälde für die Pfarrkirche St. Peter und Paul in Buxheim
- 1729 Fresko im Festsaal der ehem. Prämonstratenserabtei in Ravensburg-Weißenau
- 1733/35 Freskenzyklus für die Stadtpfarrkirche St. Martin in Marktoberdorf
- 1733–1743 Decken- und Wandmalereien im Fürstensaal der Residenz in Kempten
- 1734 Fresken für die Hl.-Grab- oder Marmorkapelle in Füssen St. Mang
- 1738 Altargemälde in der ehem. Augustinerchorherren-Stiftskirche, jetzt Pfarrkirche Mariä Himmelfahrt in Dießen am Ammersee
- 1738 Beginn der Freskierung der barocken Klosterkirche in Münsterschwarzach, zusammen mit Johann Evangelist Holzer
- 1740/41 Altargemälde und Fresken in der Pfarrkirche St. Ursus (ehem. Franziskanerinnenklosterkirche St. Franziskus) in Klosterbeuren
- 1741 Deckenbilder im Festsaal des Ponikauhauses in Kempten
- 1745 Fresken für die Pfarrkirche St. Gordian und Epimachus in Stöttwang
- 1748 Gemälde für die Stadtpfarrkirche (ehem. Stiftskirche) St. Lorenz in Kempten
- 1752 Freskenzyklus in der Pfarr- und Wallfahrtskirche zur Schmerzhaften Muttergottes und St. Ulrich in Maria Steinbach
- 1753 Fresken für die Pfarrkirche St. Martin in Winterrieden
- 1757 Altarblätter für die Pfarr- und Wallfahrtskirche Heiligkreuz in Kempten-Heiligkreuz
- 1757 Fresken im Bibliothekssaal des ehem. Prämonstratenserklosters Bad Schussenried
- 1757 und 1763 Altargemälde für die Pfarr- und Wallfahrtskirche zur Schmerzhaften Muttergottes und St. Ulrich in Maria Steinbach
- 1762 Altargemälde für die Abtei-, Pfarr- und Wallfahrtskirche Mariä Himmelfahrt in Ettal
- 1764/65 Fresken und Gemälde für die Pfarrkirche St. Martin in Memmingen-Steinheim